# Grace Verbeek
Grace Verbeek, född 10 augusti 1958, är en friidrottare från Kanada. Hon deltog vid olympiska sommarspelen 1984.